# Golfo dello Zeleneckij
Il golfo dello Zeleneckij (in russo губа Зеленецкая?, guba Zeleneckaja) è un'insenatura lungo la costa settentrionale russa, nell'oblast' di Murmansk, amministrata dal Kol'skij rajon. È situata nella parte centro-meridionale del mare di Barents.

## Geografia
La baia si apre verso nord, sulla costa settentrionale della penisola di Kola, circa 100 km a est della baia di Kola. La sua lunghezza è di circa 1,65 km mentre la sua larghezza massima è di 2,5 km all'ingresso. La profondità massima è di 20 m all'ingresso.
Il golfo prende il nome dal fiume Zeleneckij (река Зеленецкий) che sfocia nella sua parte centro-occidentale. Altri tre brevi corsi d'acqua si gettano nel golfo.
Al centro del golfo si trova l'isola Zeleneckij (остров Зеленецкий).
Le coste raggiungono un'altezza massima di 62,6 m s.l.m. Le acque sono soggette a variazioni di marea di 4 m.